# 적도 기니 도서 지방

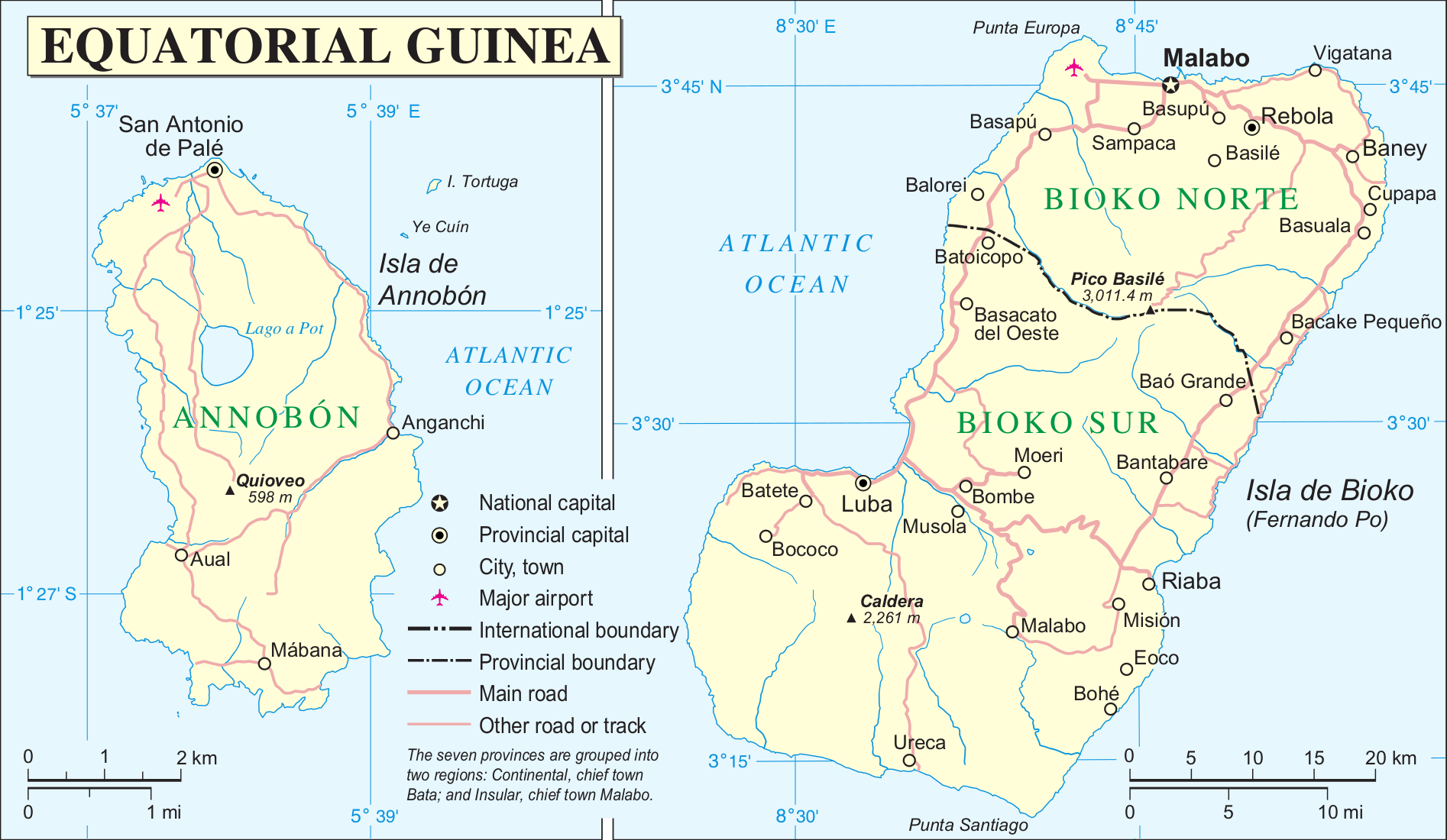
안노본섬과 비오코섬 지도

적도 기니 도서 지방(스페인어: Región Insular)은 기니만과 접한 적도 기니의 도서 지방을 가리키는 용어로 면적은 2,052km2, 인구는 339,695명(2015년 기준), 인구 밀도는 166명/km2이다. 적도 기니의 수도이자 최대 도시인 말라보가 위치한다.
안노본섬, 비오코섬으로 구성되어 있으며 안노본주, 북비오코주, 남비오코주가 이 곳에 속한다. 코리스코섬, 엘로베이그란데섬, 엘로베이치코섬은 적도 기니의 대륙 지방인 리오무니에 위치한다.